# Sámal Petur í Grund
Sámal Petur Martinsson í Grund (født 26. juli 1958 i Syðrugøta) er en færøsk sømand og liberal politiker (SF) og (F).

## Baggrund og erhvervskarriere
Han tog realeksamen i 1975 og er uddannet elektromekaniker fra 1980 og skipper i 1994. Han var mekaniker ombord på fabrikstrawlere 1979–1985, virkede som missionær blandt søfolk i Danmark og på Færøerne 1986–1991, var sømand 1992–1993 og styrmand og skipper på indenrigsfærger på Færøerne 2002–2008.

## Politisk arbejde
Han var kommunikations-, kultur-, turisme- og havbrugsminister i Edmund Joensens første og anden regering fra 10. september 1994 til 1. december 1997. Han blev afskediget for sin behandling af sagen om den påtænkte Vágartunnelen. Sámal Petur í Grund truede med at gå til oppositionen for at få støtte til sit forslag om 40 millioner kroner til projektet, noget Joensen havde anset som økonomisk uforsvarligt.
Sámal Petur í Grund var valgt til Lagtinget på tillægsmandat fra Eysturoy 1998–2002. Her blev han gruppeformand for partiet, hvis lagtingsgruppe kun bestod af ham selv og social- og sundhedsminister Helena Dam á Neystabøs suppleant Jákup Sverri Kass. Sámal Petur í Grund var formand for Lagtingets justitsudvalg 1998–2001 og medlem af Lagtingets delegation til Vestnordisk Råd 1998–2000.
Sámal Petur í Grund blev social- og sundhedsminister efter Helena Dam á Neystabø i Anfinn Kallsbergs første regering i februar 2001. I Anfinn Kallsbergs anden regering, udnævnt i 2002, blev Social- og Sundhedsministeriets opgaver delt mellem Socialministeriet og Familie- og Sundhedsministeriet, uden at Sámal Petur í Grund blev minister i nogen af dem. Han blev erstattet af olie- og miljøminister Eyðun Elttør som Sjálvstýrisflokkurins repræsentant i regeringen.
Helena Dam á Neystabø brød med partigruppen i november 2001, efter at have tabt kampen om formandsposten i partiet til Sámal Petur í Grund. Han trak sig imidlertid fra formandskabet bare to uger senere for at afslutte striden med Helena Dam á Neystabø, og næstformand Eyðun Elttør tog over. Striden mellem de to endte med, at Helena Dam á Neystabø til slut meldte sig ind i Javnaðarflokkurin i februar 2002. Sámal Petur Grund spillede ingen fremtrædende politisk rolle i de følgende år.
Sámal Petur í Grund kom på fjerdepladsen af Sjálvstýrisflokkurins 17 kandidater til lagtingsvalget i 2008 med 194 personlige stemmer, og blev dermed 2. suppleant til Lagtinget 2008–2012. Før valget definerede han skatte-, trafik, arbejds- og erhvervspolitik som sine hjertesager. Han mødte i Lagtinget foråret 2009, idet Kári á Rógvi skrev doktordisputats. Fra 2011 til 2015 er Sámal Petur í Grund suppleant til Lagtinget for det liberale og separatistiske parti Framsókn. Han stillede op til lagtingsvalget 2015, men opnåede ikke at blive valgt.